# Quartier de la Chaussée-d’Antin
Das Quartier de la Chaussée-d’Antin im 9. Arrondissement ist das 34. der 80 Quartiers (Stadtviertel) von Paris.

Die Stadtviertel im 9. Arrondissement

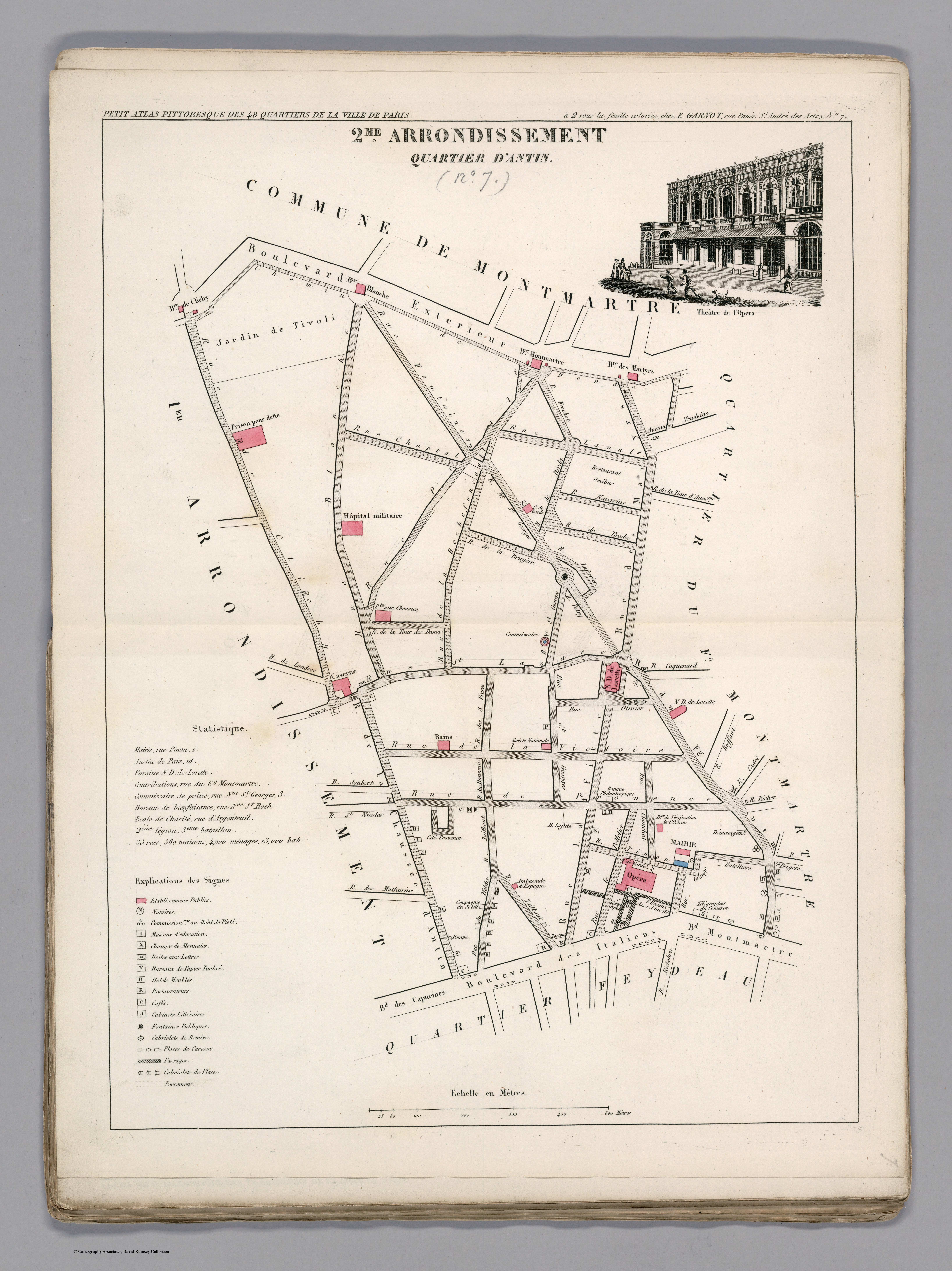
Plan des Quartier de la Chaussée-d’Antin in Ancien 2e arrondissement de Paris von 1834

## Lage
Der Verwaltungsbezirk im 9. Arrondissement von Paris wird von folgenden Straßen begrenzt:
- Westen: Rue du Havre, Rue Tronchet und weiter die Rue Vignon
- Norden: Rue Saint-Lazare
- Osten: Rue Laffitte
- Süden: Boulevard des Capucines und ein Teil des Boulevard des Italiens

## Namensursprung
Das Viertel wurde nach der Rue de la Chaussée d’Antin benannt. Die Straße führt von Nord nach Süd durch den Stadtteil.

## Sehenswürdigkeiten
- Palais Garnier
- Lycée Condorcet
- Große Synagoge
- Cité d'Antin
- Printemps Haussmann
- Galeries Lafayette Haussmann
- Olympia